# Nova Araçá
Nova Araçá este un oraș în Rio Grande do Sul (RS), Brazilia.